# Тьоткіно
Тьоткіно (рос. Тёткино, заст. укр. Тітчине) — селище міського типу в Глушковському районі Курської області Росії. Утворює однойменне муніципальне утворення зі статусом міського поселення як єдиний населений пункт в його складі.

## Географія
Розташоване на лівому березі річки Сейм (притока Десни), у 25 км на захід від районного центру — селища Глушкове. Безпосередньо околицею селища (частково по річці Сейм) пролягає державний кордон РФ з Україною (у Сумській області). Найближчий населений пункт з боку України — село Рижівка.

## Історія
Засноване українськими козаками близько 1650 року. У ХІХ столітті родина Терещенків заснувала тут винокурний та рафінадний заводи, паровий та водяний млини. У 1893 році українець Микола Терещенко створив фонд допомоги незаможним жителям. Жителі Тьоткіно і далі там Глушково — це етнічні білопільські козацькі землі. Вони населені етнічними українцями.

### Російське вторгнення в Україну (з 2022)
12 травня 2022 року з селища було зафіксовано 20 пострілів з важкої артилерії (орієнтовно з САУ) по селу Нові Вирки Білопільської громади. Снаряди розірвалися за 6 км від кордону. Від російських обстрілів загинув 67-річний місцевий житель. Було почато досудове розслідування за фактом порушення законів та звичаїв війни, поєднаного з умисним вбивством (ч. 2 ст. 438 КК України).
6 червня 2022 року Тьоткіно потрапило під ракетний удар, внаслідок якого пошкоджено декілька будівель, росіяни звинуватили в обстрілі ЗСУ.
12 березня 2024 року підрозділи Легіон «Свобода Росії» та РДК у складі ЗСУ заявили про взяття населеного пункту. Росія це заперечила, та заявила, що її війська досі контролюють село.
1 квітня 2024 року губернатор Курської області Роман Старовойт повідомив, що дві третини населення селища вже виїхали й розмістилися самостійно у своїх родичів або у пунктах тимчасового розміщення. Російська регулярна армія стрімко виходить із селища і покидає важку техніку.
14 липня 2025 року на Північному напрямку українська авіація завдала удару по скупченню російського підкріплення у селищі Тьоткіно, застосувавши дві французькі авіабомби AASM HAMMER.
29 липня 2025 року тактична авіація ПС ЗСУ знищила позицію російських дронщиків у районі населеного пункту Тьоткіно. Для ураження російських дронщиків була використана далекобійна високоточна авіабомба GBU-62 JDAM-ER. Розвідку ворожої цілі та об'єктивний контроль ураження здійснював український безпілотник «Лелека-100».
18 серпня 2025 року авіація ПС ЗСУ завдала удару по позиціях противника в населеному пункті Тьоткіно. Для ураження російської піхоти, яка засіла у підвалі місцевого навчального закладу застосували французьку високоточну авіабомбу AASM HAMMER.

## Населення
| 1939  | 1959  | 1970  | 1979  | 1989  | 2002  | 2009  |
| ----- | ----- | ----- | ----- | ----- | ----- | ----- |
| 7849  | ▼7400 | ▼7058 | ▼6137 | ▼5375 | ▼5224 | ▼4550 |
| 2010  | 2012  | 2013  | 2014  | 2015  | 2016  | 2017  |
| ▼4223 | ▼4061 | ▼3956 | ▼3856 | ▼3743 | ▼3683 | ▼3610 |
| 2018  | 2019  | 2020  | 2021  |       |       |       |
| ▼3508 | ▼3438 | ▼3337 | ▲3852 |       |       |       |

## Відомі особи
- Пелетмінський Сергій Володимирович — вчений у галузі теоретичної фізики. Академік Національної академії наук України (1990), заслужений діяч науки і техніки України (1998).
- Сергієнко Олександр Федорович — український громадський і політичний діяч, шістдесятник.